# Parevania bisulcata
Parevania bisulcata är en stekelart som beskrevs av Jean-Jacques Kieffer 1911. Parevania bisulcata ingår i släktet Parevania och familjen hungersteklar. Inga underarter finns listade i Catalogue of Life.